# 오렌지 스카이 골든 하베스트
오렌지 스카이 골든 하베스트(橙天嘉禾娛樂集團有限公司, 한자 음어: 등천가화오락집단유한공사, Orange Sky Golden Harvest)는 홍콩, 중화인민공화국의 영화 제작사이다.

## 발자취
1970년 초우만와이 회장과 레오나드 호 렁펑 등이 공동 설립했다. 배우 브루스 리(이소룡), 성룡(청룽/재키찬), 홍금보, 원표 등을 거느렸으며, 그동안 프로젝트 A, 폴리스 스토리, 홍번구 등 600여 편의 액션 영화를 제작하여 1970-1980년대 홍콩 영화계를 상징한 영화사였다. 대한민국의 CJ CGV를 합작 투자하기도 했다. 본래는 홍콩의 영화 제작사였으나, 2007년 11월 1일 중화인민공화국의 영화사인 오렌지 스카이 엔터테인먼트가 지분의 25%를 2,000만 홍콩 달러(약 23억 원)에 인수하여 중화인민공화국의 영화 제작사가 되었다.

## 상징
북소리와 함께 4개의 직사각형이 한 개씩 나타나면서 직사각형 사이에 약간의 틈을 두고 가운데가 비어있는 정사각형 모양으로 뭉쳐지는 로고로 유명하다. 특히 오른쪽의 틈이 나머지 세 군데보다 유난히 넓어서 이 모양이 마치 G와 비슷한데 이는 Golden Harvest의 앞글자를 의미한다. 이 로고는 1978년부터 2002년까지 사용되었다.

## 같이 보기
- 홍콩 영화